# Девушкино
Девушкино — деревня в составе Вязовского сельсовета Уренского района Нижегородской области. На 2017 год в деревне числилась 1 улица.

## География
Расположена на берегу реки Антониха (бассейн реки Ветлуга). Находится в 23 км к северо-западу от районного центра — города Урень, и в 172 км к северу от Нижнего Новгорода. Высота центра селения над уровнем моря — 110 м.

## Название
Согласно преданиям, во время строительства деревни у двух незамужних женщин родились дети, что среди старообрядцев было позором и редким случаем. Молва об этом разнеслась по округе, что и стало причиной появления названия.

## История
Деревня была основана в середине XVIII века выходцами из деревни Морчиха.
Первоначально поселение входило в Архангельскую волость Варнавинского уезда Костромской губернии. После завершения гражданской войны поселение в 1922 году в составе Варнавинского уезда было передано в Нижегородскую губернию.

## Население
| 1897 | 1907 | 1916 | 2002 | 2010 |
| ---- | ---- | ---- | ---- | ---- |
| 267  | ↗314 | ↗326 | ↘79  | ↘46  |